# Leo Ackermann
Leo Ackermann (* 24. November 1853 in Altenburg; † 15. Juni 1907 in Freiburg im Breisgau) war ein deutscher Theaterschauspieler und Regisseur.

## Leben und Werk
Er war der Sohn von Carl Friedrich Anton Edmund Ackermann und dessen Ehefrau Henriette Wilhelmine. Nach dem Schulabschluss schlug er eine Bühnenlaufbahn ein und nahm in Dresden Schauspielunterricht und ging 1876 nach Minden. Er spezialisierte sich auf Helden und Heldenväterrollen. Auftritte hatte er an den Theatern in Gera, Halle (Saale), Magdeburg, Breslau, Düsseldorf, Basel, Zürich, Bern und war artistischer Leiter am Elsässischen Theater in Straßburg. In Straßburg war er auch Regisseur des Stadttheaters und zuletzt arbeitete er als Regisseur in Mannheim.